# FK Rossiyanka
El FK Rossiyanka es un club de futbol femení de Kransoarmeysk, prop de Moscou. Ha guanyat quatre lligues russes i ha arribat als quarts de final de la Lliga de Campions en dues ocasions.

## Planter 2016
| Porteres                                  | Defenses | Centrecampistes                                                                                                | Davanteres                                                                                   |
| ----------------------------------------- | --- | --- | -------------------------------------------------------------------------------------------- |
| Julia Grichenko Elizabeta Scherbakova — — | Tatiana Ananieva Ekaterina Dmitrenko Ksenia Kovalenko Anna Kozhnikova Natalia Pertseva Lyudmila Sidorova Elvira Ziyastinova | Olga Boichenko Anna Cholovyaga Tatiana Chorna Olesya Mashina Elena Morozova Ekaterina Sochneva Elena Terekhova | Kristine Aleksanyan Josée Nahi Tia N'Rehy Gabrielle Onguene Park Eun-sun Nadezhda Smirnova — |

## Palmarès
- 4 Lligues de Rússia
  - 2005 - 2006 - 2010 - 11/12
- 5 Copes de Rússia
  - 2005 - 2006 - 2008 - 2009 - 2010

| Edició |                  | 1ª Fase previa ¹  | 2ª Fase previa ¹    | Quarts de final | Semifinals | Final |
| ------ | ---------------- | ----------------- | ------------------- | --------------- | ---------- | ----- |
| 06/07  |                  | Alma KTZh         | Brøndby IF          |                 |            |       |
| 07/08  |                  | Zhytlobud Kharkiv | Universitet Vitebsk | 1.FFC Frankfurt |            |       |
| Edició | Fase previa ¹    | Setzens de final  | Vuitens de final    | Quarts de final | Semifinals | Final |
| 09/10  | Apollon Limassol | Rayo Vallecano    | Umeå IK             |                 |            |       |
| 10/11  | Saint Francis FC | Lehenda Chernihiv | Olympique Lió       |                 |            |       |
| 11/12  |                  | FC Twente         | Energiya Voronezh   | Turbine Potsdam |            |       |
| 12/13  |                  | ADO La Haia       | Sparta Praga        | VfL Wolfsburg   |            |       |
| 13/14  |                  | Spartak Subotica  | Sassari Torres      |                 |            |       |
| 16/17  |                  | Pendent           |                     |                 |            |       |

- ¹ Fase de grups. Equip classificat pillor possicionat en cas d'eliminació o equip eliminat millor possicionat en cas de classificació.